# Grande guerre méridionale
La grande guerre méridionale, également désignée comme la guerre de Cent Ans méridionale, est un conflit au XIIe siècle pour le contrôle du Midi toulousain, entre la Garonne à l'ouest, les Pyrénées au sud, le Massif central au nord et le Rhône à l'est, ainsi que pour le contrôle de la Provence. 
Ce conflit oppose les comtes de Toulouse aux comtes de Barcelone, devenus rois d'Aragon à partir de 1137, leurs vassaux (au premier rang desquels les vicomtes Trencavel), et leurs voisins, en particulier les ducs d'Aquitaine, devenus rois d'Angleterre après 1152, les empereurs du Saint Empire germanique et, surtout, les rois de France à partir du milieu du XIIe siècle. 
Il se superpose à d'autres conflits, en particulier la lutte qui a opposé les comtes de Poitiers et ducs d'Aquitaine aux comtes de Toulouse, ou encore le conflit entre Capétiens et Plantagenêts qui met les rois de France capétiens aux prises avec leurs vassaux en France (puis rois d'Angleterre) Plantagenêts. 
Commencée en 1098 avec la prise de Toulouse par le duc Guillaume IX d'Aquitaine, la grande guerre méridionale se termine en 1196 avec le mariage du comte de Toulouse avec Jeanne d'Angleterre, alors que la question cathare se fait plus présente. La croisade des albigeois bouleverse les équilibres et les rapports de force issus de cette longue guerre méridionale : la mort de Pierre II, roi d'Aragon, à la bataille de Muret en 1213, met un point final aux ambitions aragonaises au nord des Pyrénées.
Cette guerre a parfois été considérée comme la cause principale de l'échec de la formation d'un État occitan unifié, qui aurait été en mesure de résister à la croisade des albigeois et à la domination capétienne au XIIIe siècle[réf. nécessaire].

## Origines et contexte
Les conditions du conflit qui trouble le Midi au XIIe siècle se mettent en place à la fin du XIe siècle.
Le conflit que l’historiographie contemporaine appelle Grande Guerre méridionale prend racine dans un enchevêtrement de dynamiques féodales, successorales et géopolitiques remontant au moins au IXᵉ siècle. Il ne s’agit pas d’une guerre continue, mais d’un système de rivalités territoriales et de fidélités mouvantes, opposant des puissances régionales (Toulouse, Aquitaine, Aragon) dans un contexte où l’autorité royale (capétienne ou impériale) reste faible.
L’expression « Grande Guerre méridionale » ne figure pas dans les sources médiévales et ne s’est imposée que récemment dans l’historiographie française, notamment à partir des travaux de Jean-Luc Déjean, Georges Duby ou Martin Aurell. Elle vise à donner une cohérence à une série de conflits souvent traités séparément, mais qui forment bien un système de rivalités durables autour du contrôle du Midi.
Il ne faut pas la confondre avec la croisade albigeoise (1209–1229), à laquelle elle sert en réalité de prélude stratégique.
Les dates proposées pour la Grande Guerre méridionale varient selon les auteurs :
- Certains la font commencer en 1098, avec la prise de Toulouse par Guillaume IX d’Aquitaine, considérée comme l’acte fondateur de la rivalité entre Toulouse et Aquitaine.
- D’autres choisissent des jalons plus tardifs, comme la mort d’Alphonse Jourdain (1148) ou les premières interventions aragonaises vers 1175.
- Elle s’achève généralement avec la bataille de Muret (1213), qui marque la défaite décisive de la couronne d’Aragon dans le Midi.

### Trois puissance régionales rivales
pouvoirs, parmi les plus puissants de leur époque se disputent ces territoires :
- Le pouvoir poitevin : les comtes de Poitiers (les Ramnulfides) ont autorité sur la « Grande Aquitaine » qui s'étend des Pyrénées à la Loire et jusqu'à l'Auvergne.
- Le pouvoir catalan : les comtes de Barcelone (les Bellonides) contrôlent également le comté de Provence, et s'unissent au royaume d'Aragon à partir de 1137.
- Le pouvoir toulousain : les comtes de Toulouse (les Raimondins) contrôlent le territoire de Marmande à Avignon, la Gothie et le marquisat de Provence.

La Grande Guerre méridionale s’insère dans une trame de conflits plus vastes :
- Elle est contemporaine de la “première guerre de Cent Ans” (opposant les Plantagenêt aux Capétiens, entre 1159 et 1259), dont elle constitue une extension méridionale.
- Elle participe du rééquilibrage progressif du pouvoir royal capétien au détriment des grands féodaux.
- Elle anticipe la centralisation monarchique et la réorganisation des pouvoirs locaux, que la croisade des Albigeois puis l’Inquisition viendront entériner.

### Une succession contestée au comté de Toulouse
À la mort de Guillaume IV de Toulouse, vers 1094, sa fille Philippe est écartée de la succession par son oncle Raymond de Saint-Gilles, frère cadet du défunt, qui ajoute les comtés de Toulouse, d'Albi, de l'Agenais et du Quercy, à celles du comté de Saint-Gilles, du Rouergue et du titre (sans fief) de marquis de Provence qu'il possédait déjà. Si le principe de primogéniture existe dans certaines maisons nobiliaires, la transmission par les femmes reste sujette à caution en droit coutumier méridional. Raymond, en s’emparant du comté, n’est pas clairement perçu comme un usurpateur dans son entourage immédiat.
La revendication de Philippa devient politique lorsque celle-ci épouse Guillaume IX d'Aquitaine. Dès lors, le duc revendique en son nom le comté de Toulouse, et en prend possession par la force en 1098. Cet acte inaugure une opposition directe entre la maison d’Aquitaine et les comtes de Toulouse, qui perdurera sur plus d’un siècle.
En 1096, Raymond part en croisade, confiant ses possessions à son fils Bertrand. Il est accompagné de nombreux seigneurs méridionaux. À l'issue de la croisade, Raymond constitue au Levant le comté de Tortose. À la mort de Raymond en 1105, le comté (renommé Comté de Tripoli) revient à son neveu Guillaume de Cerdagne qui l'avait accompagné. Lorsque ce dernier est assassiné en 1110, les droits en reviennent à Bertrand. Le duc d'Aquitaine fait alors valoir une nouvelle fois les droits de sa femme à l'héritage de Guillaume IV.

### L’ascension toulousaine et l’héritage de l’ancien royaume d’Arles
Depuis le Xe siècle, les comtes de Toulouse étendent leur pouvoir bien au-delà de la ville éponyme, vers la Provence, le Bas-Rhône et le Quercy. Ce mouvement s’inscrit dans un contexte de décomposition du royaume de Bourgogne ou d’Arles, rattaché nominalement à l’Empire germanique, mais dépourvu de pouvoir effectif à l’échelle locale. Raymond de Saint-Gilles, avant de partir pour la croisade, détient des possessions dans la vallée du Rhône et en Provence, dont certaines sont situées en territoire d’Empire, comme le Vivarais ou le Valentinois.
Cette situation crée une ambiguïté de souveraineté, notamment face à d'autres princes ambitieux comme le comte de Provence ou le roi d’Aragon, qui revendiquera plus tard le titre de marquis de Provence, en concurrence avec Toulouse.
Le comté de Provence jouit d’une situation successorale particulière, puisqu’il est possédé en indivision par les comtes Bosonides, descendants de Guillaume Ier le Libérateur et de son frère Rotboald Ier. Seules les filles dotées sont exclues de la succession. En 1093, la maison de Boson s’éteint, et d’autres familles entrent dans l’indivision à la suite de différents mariages : la maison d'Urgell en 1000 (par le mariage d'Armengol Ier avec Teutberge de Provence), celle de Toulouse en 1019 (par le mariage de Guillaume III avec Emma de Provence) et celle de Gévaudan en 1093 (par le mariage de Gilbert Ier avec Gerberge de Provence).
En 1112, la maison de Barcelone relève les prétentions sur le comté de Gévaudan, à la suite du décès de Gilbert Ier de Gévaudan. Ses possessions sont répartis entre sa fille ainée Douce (qui obtient le comté de Provence, la moitié du Carladès et d'une partie du Rouergue) et sa fille cadette Étiennette (qui reçoit la plus grande partie de la vicomté de Gévaudan). Cette dernière se marie en 1115 avec Raymond, seigneur des Baux, tandis que le comte de Barcelone, Raimond-Bérenger III, épouse Douce.

### Une Aquitaine en expansion méridionale (XIᵉ siècle)
Le duché d’Aquitaine — sous les Ramnulfides, puis plus tard les Plantagenêts — adopte une politique d’expansion . La Gascogne est progressivement intégrée au duché au tournant du XIᵉ siècle, notamment à travers le mariage de Guillaume V avec la fille du duc de Gascogne. La bataille de La Castelle qui voit la victoire de Guillaume VIII d'Aquitaine sur Bernard II d'Armagnac rattache définitivement la Vasconie au duché d'Aquitaine. 
L’Aquitaine consolide ses positions jusqu’aux frontières toulousaines (Périgord, Quercy, Agenais). Elle devient ainsi une puissance méridionale, qui rivalise avec Toulouse pour le contrôle des marches gasconnes et languedociennes. Ces rivalités seront réactivées par la dynastie Plantagenêt à partir de Henri II, puis sous Richard Cœur de Lion.

### L’Aragon: du front ibérique au front languedocien
En 1035, le comté d'Aragon est érigé en royaume par Sanche Ier d'Aragon. Cet état va progressivement devenir une force majeure dans la région, et aboutir à l'union dynastique de la Couronne d'Aragon avec le comté de Barcelone en 1137.
Si la couronne d’Aragon est concentrée initialement sur la Reconquista, l'union avec Barcelone, qui est restée dans l'orbite du royaume franc, l'incite à regarder vers le nord à la fin du XIᵉ siècle, notamment sous Alphonse Ier (1104–1134) puis Alphonse II (1162–1196). Ce dernier hérite du comté de Barcelone, ce qui fait de lui une puissance double : catalane et aragonaise, désormais structurée autour des Pyrénées centrales et orientales.
L’Aragon s’intéresse alors aux vicomtés languedociennes (Nîmes, Béziers, Carcassonne) et revendique à son tour des droits sur le Bas-Rhône et la Provence. La dynastie aragonaise se rapproche alors des Trencavel, grands vicomtes du Midi, qui cherchent à s’émanciper de la domination toulousaine.

### Entre intégration et fragmentation: le jeu des puissances secondaires
Au-delà de l’opposition des "trois grands", les dynasties secondaires du Midi jouent un rôle essentiel dans la dynamique du conflit. Des familles comme :
- les Trencavel (vicomtes de Béziers, Carcassonne, Albi, Nîmes),
- les comtes de Melgueil,
- ou les seigneurs des Baux (Provence),   profitent de la rivalité entre Toulouse, Aquitaine et Aragon pour négocier leur autonomie, voire changer de suzerain selon les circonstances.

Ces seigneurs pèsent sur l’équilibre régional, tantôt soutenant un grand contre un autre, tantôt refusant toute soumission directe. Leur stratégie peut être qualifiée de "désintégratrice", face au mouvement inverse des grandes puissances cherchant à consolider des blocs territoriaux cohérents.
Ainsi, en 1067, Roger III de Carcassonne ne laisse pas d'héritier au comté de Carcassonne et de Razès et au vicomté de Béziers et d'Agde. Raimond-Bérenger Ier de Barcelone achète Carcassonne (4000 mancus d'or), mais le vicomte d'Albi Raimond-Bernard Trencavel, marié à Ermengarde de Carcassonne, sœur de Roger III, finit par prendre le pouvoir dans la ville. De fait, le comte de Barcelone prend le titre de comte de Carcassonne, tandis que les Trencavel deviennent vicomtes de Carcassonne, placés sous la suzeraineté de Barcelone.

## Premiers conflits aquitano-toulousains (1098-1113)

### Première prise de Toulouse (1098-1101)

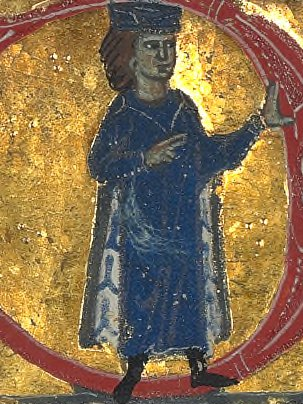
Guillaume IX d'Aquitaine, troubadour et protecteur des chanoines de Saint-Sernin (Chansonnier provençal, deuxième moitié du XIIIe siècle, Bnf).

En 1098, Bertrand, qui gère le comté de Toulouse en l'absence de son père Raymond IV, s'en prend aux privilèges des chanoines de l'abbaye Saint-Sernin, à Toulouse, alors que ces privilèges avaient été reconnus par son oncle et prédécesseur, Guillaume IV, en 1094, puis par le pape Urbain II lors de sa venue à Toulouse, en 1096. Bertrand fait incendier les bâtiments de l'abbaye et les chanoines appellent à l'aide le duc d'Aquitaine Guillaume IX, qui ne se prive pas de faire valoir ses droits. Il argue en effet que le testament du comte de Toulouse Pons a bien été respecté, mais que, Raymond IV ayant quitté ses domaines pour l’Orient, le comté de Toulouse revient à sa femme Philippe. Il prend aussitôt la tête de ses troupes et envahit le comté de Toulouse, sans que Bertrand ne lui oppose de forces.
Guillaume IX, même s'il a le soutien des chanoines de Saint-Sernin, semble pourtant mal accepté par les Toulousains. Il agit en maître dans la ville, signant la plupart des chartes.[réf. nécessaire] Mais en mars 1101, il abandonne Toulouse pour rejoindre une croisade de secours. Bertrand peut recouvrer ses comtés, peut-être en payant une forte somme à Guillaume IX, qui doit financer son voyage. Celui-ci reste une année et demie en Orient, à combattre le plus souvent en Anatolie, où il est gravement battu deux fois, notamment aux Monts Taurus. Le 29 octobre 1102 Guillaume est de retour à Poitiers.

### Deuxième prise de Toulouse (1113-1119)
En 1105, Raymond IV meurt dans le château de Mont-Pèlerin, devant Tripoli. Dans son testament, il lègue ses possessions en Orient à son fils aîné Bertrand, et le comté de Toulouse à son fils cadet, Alphonse Jourdain, né en Orient. Au cours de l'été 1108, Elvire de Castille et Alphonse Jourdain reviennent de Terre sainte. Cette même année, après avoir remis le comté de Toulouse et ses dépendances à Alphonse Jourdain et à son tuteur – le jeune comte de Toulouse n'a que cinq ans –, Bertrand part à son tour en Orient.
En 1113, profitant de cette apparente vacance du pouvoir, Guillaume IX d'Aquitaine mène une nouvelle campagne contre Toulouse, qu'il finance en taxant lourdement des biens appartenant aux communautés ecclésiastiques. Il prend Toulouse, pratiquement sans combat, tandis qu'Alphonse Jourdain doit se replier sur ses domaines rhodaniens. Plusieurs vassaux du comte de Toulouse soutiennent Guillaume IX : en 1114, le vicomte d'Albi et de Nîmes, Bernard Aton IV Trencavel, passe un accord avec Philippe et lui. Il semble même que la mère d'Alphonse Jourdain, Elvire, retourne en Castille durant cette période, car elle est citée comme mariée à un noble castillan en 1117.
Mais face au duc d’Aquitaine, une résistance passive s’organise également à Toulouse. En 1115, Philippe se retire à l'abbaye de Fontevraud, Guillaume vivant désormais publiquement avec Dangereuse de L'Isle Bouchard, épouse de son vassal, le vicomte de Châtellerault. Ces actes lui valent l'excommunication par l'évêque de Poitiers, Pierre II, en 1115. En 1119, Il laisse Toulouse à la garde d’un gouverneur, Guillaume de Montmaur. Peu après son départ, les habitants de Toulouse prennent d’assaut le palais du gouverneur, le jettent au cachot et rappellent Alphonse Jourdain. Celui-ci confie le gouvernement de la ville à l'évêque de Béziers, Arnaud de Lévézou, qui l'administre jusqu'à son élection comme archevêque de Narbonne en 1121.
Après 1120, Alphonse Jourdain est débarrassé de la menace aquitaine pour plusieurs années : Guillaume IX part se battre aux côtés du roi d'Aragon Alphonse Ier, et du roi taïfa de Saragosse, Imad al-Dawla. Il guerroie contre les Almoravides du royaume de Valence, remportant notamment la bataille de Cutanda, le 17 juin 1120. Guillaume rentre en Aquitaine en 1121, année où il marie son fils. Il meurt le 10 février 1126.

## Première guerre provençale (1123-1125)
- Comté de Provence (1125)
- Marquisat de Provence (1125-1168)
- Comté de Forcalquier (1168)

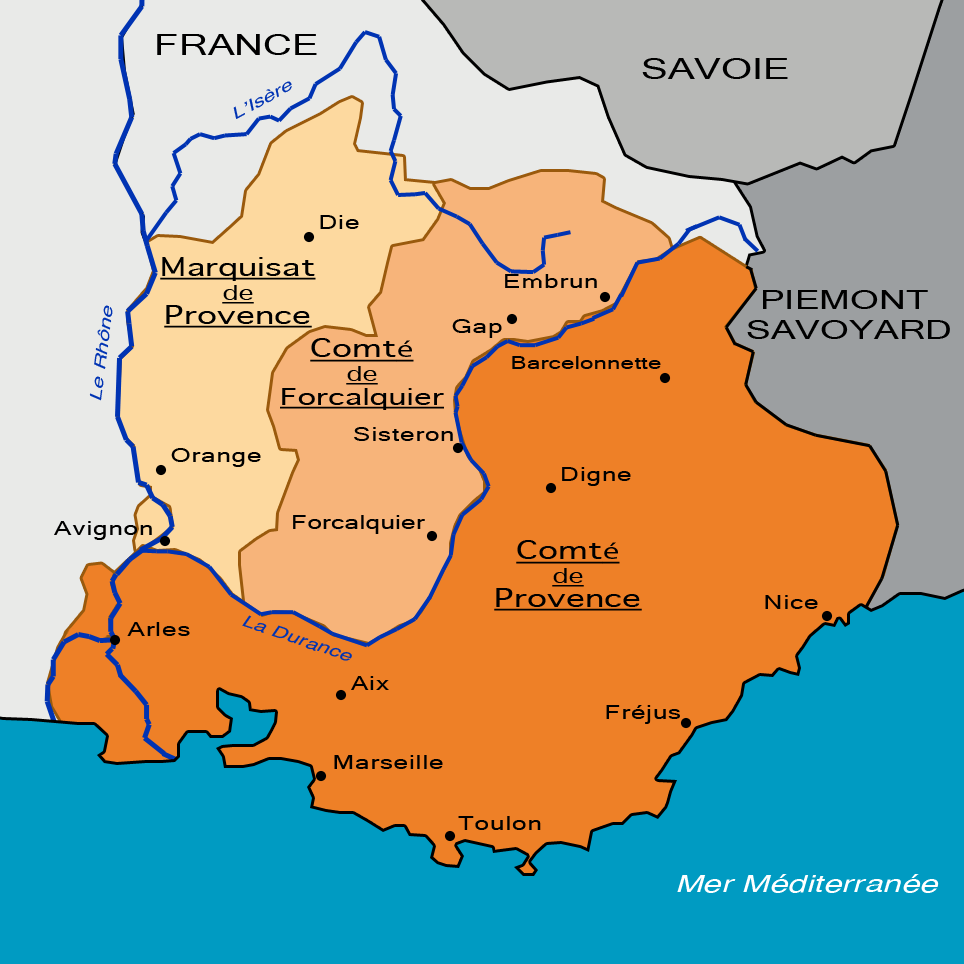
Les partages de la Provence en 1125 et 1168.
Comté de Provence (1125)
Comté de Forcalquier (1168)

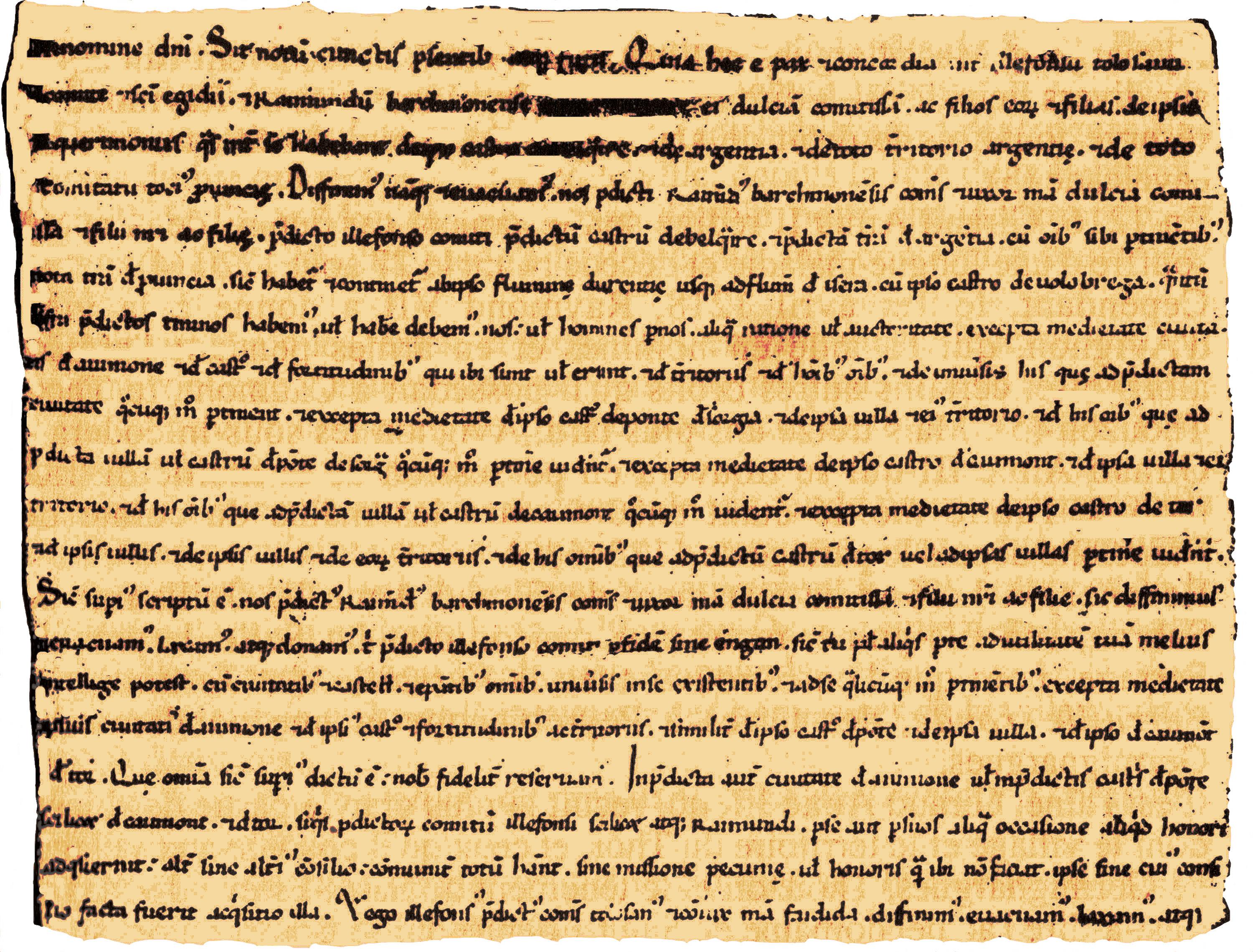
Acte de partage de la Provence (1125, Archives départementales des Bouches-du-Rhône.

En 1123, la première guerre provençale éclate entre Raimond-Béranger III, comte de Barcelone, d’une part, et Alphonse Jourdain, comte de Toulouse, d’autre part. Défait, Alphonse Jourdain se réfugie dans Orange en 1123, où il est assiégé par Raimond-Bérenger. Il n'est sauvé que par l'intervention de la milice toulousaine, qui se porte à son secours et force la levée du siège.[réf. nécessaire]
Le 16 septembre 1125, Alphonse Jourdain passe un accord de partage de la Provence avec Raimond-Bérenger III. Il obtient les territoires au nord de la Durance, qui forment le marquisat de Provence. Il conserve ainsi les terres du comté d'Avignon, qu'il tient directement, et les comtés d'Orange, de Valence et de Die, qui sont tenus en fief par ses vassaux. Il abandonne en revanche tous ses droits et reconnaît n'avoir plus de vassaux au sud de la Durance, sur les domaines tenus par Raimond-Bérenger III.
Mais ce partage ne règle pas tous les problèmes, puisqu'il exclut les droits de la maison d’Urgel et des seigneurs des Baux sur la Provence. Le comte de Forcalquier, Guillaume Ier, refuse d'être vassal d'Alphonse Jourdain et se déclare indépendant, conservant à son profit Forcalquier, Sisteron et Gap.

## L'héritage de Melgueil (1132)
Alphonse Jourdain intervient dans le Nîmois, mais se trouve en concurrence avec Bernard Aton Trencavel, vicomte de Carcassonne, qui a su se concilier ses châtelains. Alphonse, ne voulant pas entrer en conflit avec cet ancien allié n’insiste pas.
En 1132, le comte Bernard IV de Melgueil meurt en laissant sa fille Béatrice, âgée de sept ans, sous la garde conjointe d’Alphonse Jourdain et du seigneur de Montpellier, Guilhem VI. Il est entendu que si Béatrice meurt au cours des six ans qui suivent sans être mariée, le comté de Melgueil doit revenir à Alphonse Jourdain. La situation semble d'autant plus favorable à Alphonse Jourdain que le comte de Barcelone, Raimond-Bérenger III, est mort en 1131, et a partagé son héritage entre ses deux jeunes fils : Barcelone pour l'aîné, Raimond-Bérenger IV, qui a dix-sept ans, la Provence pour le cadet, Bérenger-Raimond, qui a seize ans.
Cependant, Raimond-Bérenger IV voit d'un mauvais œil Alphonse Jourdain étendre ses possessions dans le comté de Melgueil. En secret, avec le seigneur de Montpellier Guilhem VI, il négocie les fiançailles de Béatrice avec son frère, le nouveau comte de Provence Bérenger-Raimond. Alphonse Jourdain se trouve de nouveau écarté et voit ses possessions orientales prises en étau entre les comtés de Melgueil et de Provence.

## Guerre dans le Narbonnais (1139-1143)

### La montée des tensions en Gothie (1139-1141)
En 1134, le vicomte de Narbonne, Aimeric II, parent et allié du comte de Barcelone, Raimond-Bérenger IV, est tué aux côtés du roi d'Aragon, Alphonse Ier, à la bataille de Fraga. Il laisse deux filles très jeunes, Ermengarde, âgée de cinq ans ou un peu plus, et sa demi-sœur, encore plus jeune.
En 1139, le comte de Toulouse Alphonse Jourdain se rend maître de la vicomté de Narbonne, avec l'appui de l'archevêque de la ville, Arnaud de Lévézou. Il profite de la minorité de la vicomtesse Ermengarde, qui n'a qu'une dizaine d'années, pour exercer son droit de garde. Arnaud de Lévézou réunit à Narbonne en 1140 un concile diocésain en faveur de la paix et de la trêve de Dieu, en présence d'Alphonse Jourdain, du comte de Rodez Hugues Ier et du vicomte de Carcassonne Roger Ier.
En 1141, le seigneur de Montpellier Guilhem VI, allié du comte de Barcelone Raimond-Bérenger IV, est chassé de sa ville par les bourgeois révoltés qui aspirent au consulat. Alphonse Jourdain, aidé d'Arnaud de Lévézou, soutient cette sédition qui met ainsi l'un de ses ennemis en difficulté.

### Le siège de Toulouse par Louis VII (1141)

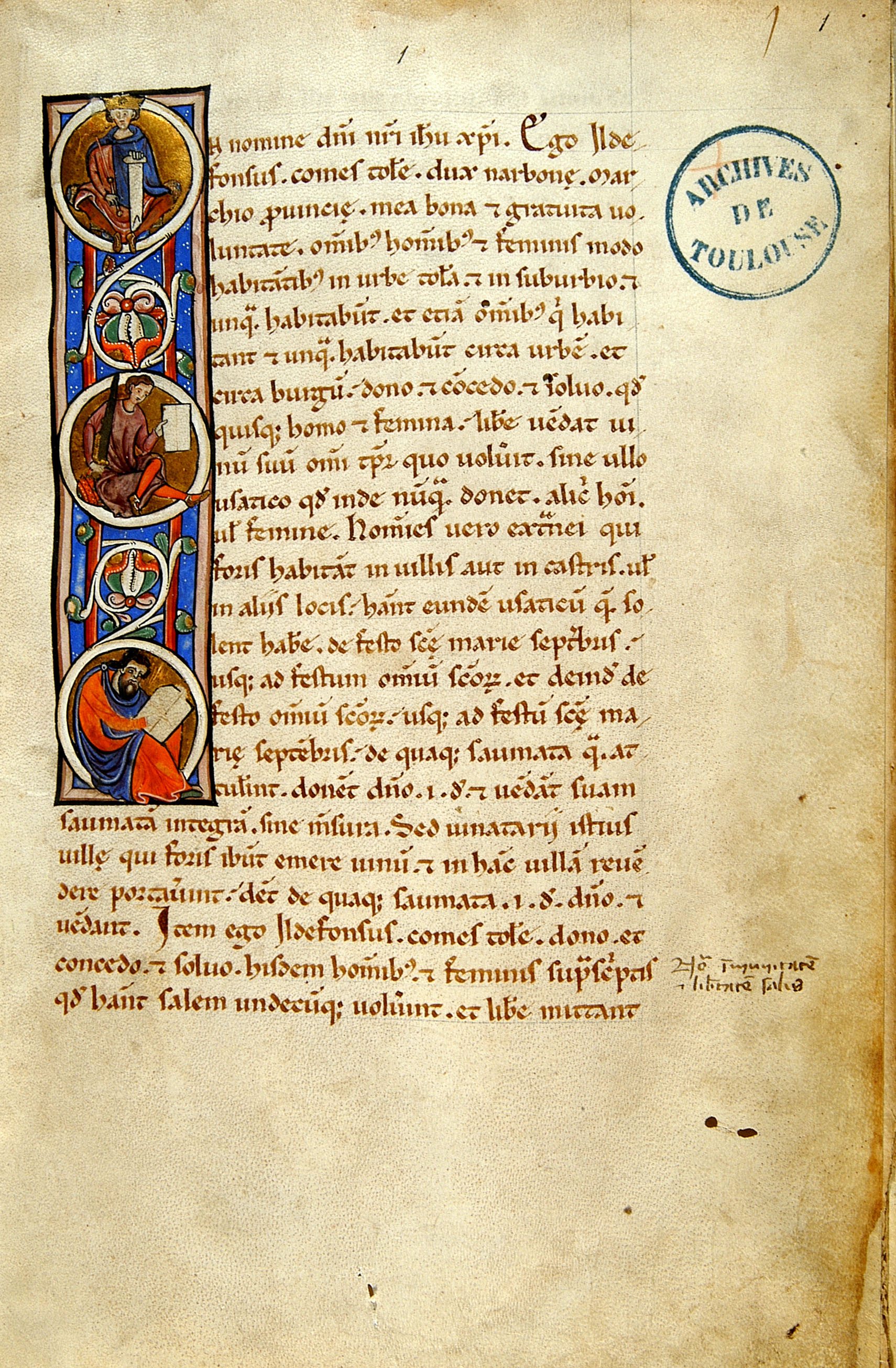
Représentation d'Alphonse Jourdain sur le premier cartulaire de la Cité de Toulouse (1205, Archives municipales de Toulouse).

En 1141, la menace aquitaine oblige Alphonse Jourdain à défendre Toulouse une nouvelle fois. En avril 1137, à la mort de son père, Guillaume X, la jeune Aliénor, âgée de 13 ou 15 ans, a hérité du duché d'Aquitaine. Le 25 juillet 1137, elle épouse dans la cathédrale Saint-André de Bordeaux le roi de France Louis VII. Les époux sont couronnés ducs d'Aquitaine dans la cathédrale Saint-Pierre de Poitiers le 8 août, Louis VII assumant donc la direction du duché d'Aquitaine au nom de son épouse. En 1141, Louis VII tente donc de conquérir Toulouse, toujours au nom des droits de la grand-mère d'Aliénor, Philippe de Toulouse. Pour le remercier, Aliénor offre à Louis VII un vase, qui avait été donné à son grand-père par le roi taïfa de Saragosse Imad al-Dawla. L'expédition de Louis VII est cependant un échec et Louis VII doit abandonner le siège de la ville, probablement à cause de la résistance des Toulousains[réf. nécessaire], et Alphonse Jourdain négocie le départ des troupes royales et aquitaines. Le comte de Toulouse accorde des franchises communales à la ville de Toulouse, probablement en récompense de la fidélité de ses habitants.[pertinence contestée]

### La guerre dans le Narbonnais (1142-1143)

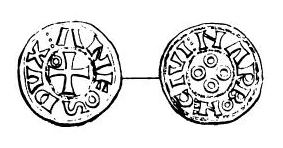
Denier d'argent frappé à Narbonne par Alphonse Jourdain durant son occupation de la ville, portant à l'avers l'inscription ANFOS DVX (duc Alphonse) et au revers NARBONE CIVI (Cité de Narbonne).

En 1142, Alphonse Jourdain songe à épouser Ermengarde pour mieux assurer sa domination sur la vicomté de Narbonne, alors que son épouse, Faydide d'Uzès, est soit morte soit répudiée. Un contrat de mariage est rédigé le 21 octobre 1142. Pour renforcer ses liens avec l'archevêque Arnaud de Lévézou, il lui fait don, le 12 décembre 1142, du château de Conilhac, dans la vicomté de Narbonne, « en remerciement de l'affection et du servitium que, dès son plus jeune âge, il a souvent reçu du prélat ».
Mais ce projet matrimonial, qui ferait passer définitivement la vicomté de Narbonne sous contrôle toulousain, est une menace directe pour le comte de Barcelone Raimond-Bérenger IV : « l'enjeu (...) était capital ; il en allait de la conservation des principautés barcelonaises dans le Midi ». Fin 1142, c'est donc avec l'appui barcelonais qu'une coalition de seigneurs méridionaux se réunit, sous la direction du chef de la famille Trencavel, Roger Ier, vicomte de Carcassonne, Albi et Razès, pour s'opposer aux projets du comte de Toulouse. Sur les conseils du comte de Barcelone, Ermengarde épouse Bernard d'Anduze, fidèle du vicomte Roger et cousin des seigneurs de Montpellier. En 1143, Alphonse Jourdain, vaincu par ses ennemis et fait prisonnier, est contraint de lâcher prise. Selon le traité de paix qui lui est imposé par Roger Ier Trencavel, le comte de Toulouse s'engage à restituer Narbonne à Ermengarde.
De même, à la fin de l'année 1143, Guilhem VI rétablit son pouvoir à Montpellier, et certains membres de la famille de ses viguiers, les Aimoin, qui avaient fini par appuyer les révoltés et s'étaient fait complices d'Alphonse Jourdain, sont contraints de fuir. C'est sur le territoire de l'archevêque Arnaud de Lévézou qu'ils trouvent refuge, ce qui vaut au prélat des reproches de la part du pape Célestin II.

## Reprise en main toulousaine (1143-1155)

### La consolidation toulousaine sous Alphonse Jourdain (1143-1147)
Alphonse Jourdain consolide ses possessions dans le marquisat de Provence. Il reçoit particulièrement l'appui de l'archevêque d'Arles, Raimond de Montredon. Le 2 septembre 1143, à Fourques, Alphonse Jourdain reçoit l'Argence en fief de l'archevêque. La même année, il renforce son alliance avec le roi de León et Castille Alphonse VII qui est en guerre contre le roi de Pampelune Garcia V. En 1144, face à la menace aquitaine, il fonde Montauban, la première bastide méridionale.

### La Deuxième croisade (1147-1149)
À partir de 1147, le Midi voit un certain nombre de ses seigneurs partir pour la Deuxième croisade. En effet, en 1144, la ville d’Édesse a été prise par Zengi, atabeg de Mossoul, qui menace les États latins d’Orient. Le pape Eugène III décide d’organiser une nouvelle croisade. Après le prêche de Bernard de Clairvaux à Vézelay, plusieurs seigneurs méridionaux décident de se croiser.
Alphonse Jourdain confirme la constitution d'un consulat (le Capitoulat) pour la ville de Toulouse, en rédige les privilèges et fixe à 24 le nombre des consuls[pertinence contestée]. Il s’embarque finalement en août 1147 à la Tour-de-Bouc et accoste à Saint-Jean-d'Acre en avril 1148. Il meurt empoisonné à Césarée le 16 août 1148, peut-être pour avoir revendiqué le comté de Tripoli à son petit-neveu, le comte Raymond II. Le chroniqueur Guillaume de Nangis attribue le crime aux sœurs Mélisende et Hodierne de Jérusalem, cette dernière étant l'épouse de Raymond II. Le fils d'Alphonse Jourdain Raymond V lui succède.
Le 11 juin 1147, c'est Louis VII, roi de France et duc d'Aquitaine, accompagné de sa femme, Aliénor, de leurs vassaux et de 300 chevaliers, qui s'est mis en route. Il est rejoint par l’armée de l’empereur Conrad III de Hohenstaufen et ils arrivent ensemble à Constantinople, le 4 octobre 1147. Louis VII gagne ensuite à grand peine Antioche en mars 1148, alors tenu par le prince Raymond de Poitiers, fils cadet de Guillaume IX et oncle d’Aliénor. Raymond de Poitiers espère que Louis VII va l’aider, mais forçant Aliénor à le suivre, le roi de France gagne le royaume de Jérusalem. Après un échec en juin 1148 devant Damas, il rentre en France en 1149.

### La consolidation toulousaine sous Raymond V (1148-1155)
En mai 1149, Raymond V de Toulouse se rend à Béziers afin de recevoir l'hommage du vicomte Raimond Ier Trencavel. Mais celui-ci, après avoir récupéré les vicomtés de son frère, Roger Ier, mort en 1150, préfère garder ses distances avec le comte de Toulouse. Il se tourne vers le comte de Barcelone et prête en 1150 hommage à Raimond-Bérenger IV. L'année suivante, il s'allie avec d'autres vassaux du comte de Toulouse, la vicomtesse de Narbonne Ermengarde et le comte de Foix Roger-Bernard Ier, auquel il donne une de ses sœurs en mariage.
Quelques années après le retour de la deuxième croisade, le roi Louis VII se sépare de son épouse Aliénor, duchesse d’Aquitaine et comtesse de Poitiers.L'anulation est prononcée le 21 mars 1152. Celle-ci se remarie huit semaines plus tard, le 18 mai 1152, avec Henri Plantagenêt, duc de Normandie, comte d’Anjou, du Maine et de Tours et, deux ans plus tard, roi d’Angleterre. Henri II Plantagenêt reprend à son compte les prétentions d'Aliénor et s’allie avec Raimond-Bérenger IV, prince consort d’Aragon et comte de Barcelone. Leur coalition rallie plusieurs seigneurs méridionaux, tels que Raymond Ier Trencavel et Ermengarde de Narbonne.
La chance tourne toutefois en faveur de Raymond V : le 10 janvier 1153, il capture Raimond Ier Trencavel et plusieurs seigneurs, tels que le seigneur de Montpellier, Guilhem VII, alors qu'ils mènent une razzia dans le comté de Toulouse. Ils sont, semble-t-il, capturés par des habitants de Toulouse : en contrepartie, Raymond V cède certains droits aux habitants de la ville. Ils ne sont libérés contre une rançon de trois mille marcs d’argent qu'en juin 1155.
Pour contrebalancer la menace catalo-aquitaine, Raymond V épouse en 1154 Constance de France, sœur du roi Louis VII. Elle est bien accueillie par la population toulousaine[pertinence contestée]. En 1155, de retour d'un pèlerinage à Saint-Jacques-de-Compostelle, Louis VII rencontre Raymond V et traverse le comté de Toulouse avec lui avant de rentrer à Paris[pertinence contestée]. De plus, il gagne le soutien de la comtesse de Melgueil, Béatrice, et de son époux, Bernard V Pelet, qui sont capables d'attaquer les territoires du comte de Provence et du vicomte de Béziers.
Raymond V renforce sa position en Provence en mariant son fils cadet, Albéric Taillefer, avec Béatrice d'Albon, dauphine de Viennois.

## Reprise des hostilités (1155-1167)

### La deuxième guerre baussenque (1155-1156)
En 1155, Raymond V prête son soutien Hugues II, seigneur des Baux, qui se révolte contre le comte de Provence Raimond-Bérenger II : c'est la deuxième guerre baussenque, guerres opposant les seigneurs des Baux à leurs suzerains comtes de Provence. Mais Raimond-Bérenger II assiège et soumet Hugues II dès 1156. À la fin de cette année, le comte de Toulouse, avec l'archevêque d'Arles Raimond de Montredon et la vicomtesse de Narbonne Ermengarde, négocie la soumission de la famille des Baux aux comtes de Barcelone et de Provence.

### Les premières interventions anglo-aquitaines et la troisième guerre baussenque (1159-1163)
En 1159, le roi d'Angleterre et duc d'Aquitaine Henri II attaque le comté de Toulouse. Il s'empare de Cahors, qu'il confie à son chancelier Thomas Becket, Verdun-sur-Garonne, Castelnau-d'Estrétefonds et arrive en août seulement devant Toulouse. Mais la ville est fortement défendue par le roi de France Louis VII, qui a précédé Henri II et rendu Toulouse inexpugnable. Après un siège de trois mois, le roi d’Angleterre est obligé de renoncer, probablement forcé de respecter ses engagements féodaux envers le roi, auquel il prête hommage pour la Normandie,.
Cherchant de nouveaux alliés, le comte de Toulouse Raymond V essaie de se rallier l'empereur Frédéric Ier Barberousse, profitant de la lutte de l'Empire contre le sacerdoce. En 1161 se tient un concile à Toulouse, afin de choisir qui de Victor IV ou d'Alexandre III doit être pape. La majorité des évêques et des cardinaux, suivis de Louis VII et Henri II, choisit Alexandre III, tandis que Frédéric Ier, soutenu par Raymond V, penche pour Victor IV. Mais cette tentative de rapprochement est mise en échec peu de temps après par le comte de Provence Raimond-Bérenger II : en août 1162, ce dernier se rend avec son oncle, Raimond-Bérenger IV de Barcelone, à Turin pour obtenir de l'empereur la confirmation de la possession du comté de Provence. Malgré la mort de Raimond-Bérenger IV durant le voyage, à Borgo San Dalmazzo, Frédéric Ier Barberousse donne sa nièce, Richilde de Pologne, à Raimond-Bérenger II en mariage.
Parallèlement, la succession de Raimond-Bérenger IV s'organise. Son testament dispose que son fils aîné, Alphonse II, hérite du comté de Barcelone et de tous les territoires qui ont été conquis. Le comté de Cerdagne, avec le Berguedà, le Conflent, le Capcir et le Donezan, sont donnés à son fils cadet, Pierre, avec la suzeraineté sur les comtés de Carcassonne et de Razès et les droits sur la vicomté de Narbonne. Sa fille Pétronille reçoit Besalú et Ribes. Enfin, Raimond-Bérenger IV confie la protection de ses enfants et de ses terres au roi d'Angleterre, Henri II.
En Provence, au même moment, la troisième guerre baussenque met une dernière fois les comtes de Barcelone et de Provence aux prises avec les seigneurs des Baux. Les Catalans s’assurent définitivement de la défaite de leurs adversaires : le château des Baux est rasé et le territoire avoisinant ravagé. La maison de Barcelone fait reconnaître sa victoire militaire par l'empereur, Frédéric Barberousse. La guerre reprend également, la même année, entre Henri II et Raymond V. Elle dure deux ans sans résultats notables, puis la paix est conclue. Au mois de juin 1163 déjà, c'est avec Raimond Ier Trencavel que Raymond V conclut la paix, par l'intermédiaire de Louis VII : il lui rend la rançon qu'il lui avait exigée en 1153 contre sa fidélité. Dans un contexte de paix conclue avec les Trencavel et Henri II, Raymond V cherche également à s'entendre avec les comtes de Barcelone et de Provence.

### L'apparition de la question cathare (1163-1165)
Le 19 mai 1163, le pape Alexandre III condamne la doctrine cathare au concile de Tours. En 1165, à Lombers, dans le diocèse d'Albi, a lieu la première confrontation théologique entre catholiques et cathares, devant les principaux évêques de la région, Raymond V, son épouse Constance et Roger II Trencavel. Malgré tout, six évêchés cathares se constituent à la suite du concile de Caraman de 1167.

### La reprise des hostilités en Provence (1166-1167)
En 1162, les habitants de Nice refusent de prêter serment de fidélité au comte de Provence Raimond-Bérenger II. La ville est en effet depuis 1108 une commune libre de Ligurie sous la protection de Gênes. En 1166, Raimond-Bérenger II est tué au siège de Nice. Raymond V s'est alors séparé de Constance, qui est repartie dans les états de son frère en 1165. Il se rend en Provence et, après avoir fait prononcer son divorce par le pape Victor IV, il aurait épousé la veuve de Raimond-Bérenger II, Richilde de Pologne, tout en fiançant la fille de Raimond-Bérenger II, Douce II, avec son propre fils Raimond.
Le nouveau comte de Barcelone et roi d'Aragon, Alphonse II ne l’entend pas ainsi. Il décide de récupérer l'héritage de sa cousine, Douce II, et engage la guerre en Provence au mois d'avril 1166. Il trouve le soutien de Raimond Ier Trencavel, d'Ermengarde de Narbonne et d'Hugues II des Baux. Raymond V dispose de l'appui de l'archevêque d'Arles, Raimon de Bollène, qui lui cède les places fortes d'Albaron et de Fos, points stratégiques importants pour la défense de la Camargue. Il obtient également le soutien intéressé, mais encombrant des Génois. Les combats ravagent l'Argence et la Camargue, et Raymond V doit finalement renoncer à ses prétentions en 1167.

## Retour à la paix (1167-1173)
Entre 1168 et 1177, Raymond V et Guillaume II de Forcalquier passent un traité de paix, qui fixe les limites du comté de Forcalquier : de la Durance après Cavaillon, la limite passait à l'ouest d'Apt, à l'est de Carpentras et Vaison. Die reste dans le marquisat de Provence, l'abbaye de Sénanque, Sisteron, les comtés de Gap et d'Embrun dans le comté de Forcalquier. La Durance reste la frontière, à l'est et au sud, avec le comté de Provence.
En 1170, l'évêque de Béziers, Bernard Gaucelm, convoque le vicomte Roger II et ses chevaliers pour leur faire jurer la paix de Dieu. La même année, le comte de Rodez, Hugues II, et son frère l'évêque de Rodez, Hugues, promulguent ensemble des décrets de paix.
Raymond V obtient un succès dans le comté de Melgueil. En 1172, il donne sa fille, Adélaïde, au vicomte de Béziers, Carcassonne et Albi, Roger II Trencavel, afin d'en éloigner la menace. Il marie ensuite son fils, Raymond, à Ermessinde, la fille de la comtesse de Melgueil Béatrice. Après s'être débarrassé du fils de Béatrice et frère d'Ermessinde, Bertrand, il récupère le comté en 1174.

## La reprise des guerres (1173-1178)

### La dernière intervention anglo-aquitaine (1173)
Le roi Henri II forme en 1173 une nouvelle alliance, composée d’Alphonse II d’Aragon et de son fils Richard Cœur de Lion, à qui il a confié le duché d’Aquitaine. Raymond V, qui a répudié Constance, ne peut plus compter sur Louis VII. En 1173, il soutient la révolte de Richard contre son père. Lorsque Raymond V rencontre Henri II à Limoges, à la fin de l'année 1173, il obtient la paix et, en échange, se reconnaît son vassal et homme-lige. En décembre 1174, il retrouve le comte de Barcelone et roi d'Aragon à Montpellier, et fait la paix avec lui. Un traité de paix est même signé entre Raymond V et Alphonse II le 18 avril 1176, dans l’île de Jarnègue.
En 1176, Alphonse II envahit Nice. Finalement, la même année, la trêve est confirmée par le traité de paix de Tarascon. Il établit qu'en échange de 30 000 marcs d'argent, le comte de Toulouse renonce à ses prétentions sur les comtés de Provence et du Gévaudan, et les vicomtés de Millau et de Carlat. Le comte de Toulouse conserve un marquisat de Provence, territoire réduit autour d'Avignon. Par ce traité, Alphonse II renforce sa position dans le Midi du royaume de France et en Provence.

### Une nouvelle coalition anti-toulousaine (1177-1178)
En 1177, Raymond V fait face à l'alliance du vicomte de Nîmes et d’Agde, Bernard Aton VI Trencavel, du vicomte de Béziers et de Carcassonne, Roger II Trencavel et du seigneur de Montpellier, Guilhem VIII. Afin de se débarrasser d'eux, Raymond V dénonce à l’abbé de Cîteaux les progrès du catharisme, fermement condamné par l'Église, le soutien qu'apporte Roger II Trencavel aux cathares, et lui demande de l’aide pour combattre l’hérésie. En 1178, le vicomte Trencavel est excommunié tandis que le légat du pape, Pierre de Saint-Chrysogone vient combattre l'hérésie dans la ville de Toulouse. Il obtient la pénitence de quelques cathares, tel Pierre Maurand, mais les plus importants sont cachés. La ville de Lavaur, connue aussi pour abriter des cathares, est prise en 1181 et les cathares qui s’y trouvent doivent abjurer.

### Troubles en Provence (1178-1185)

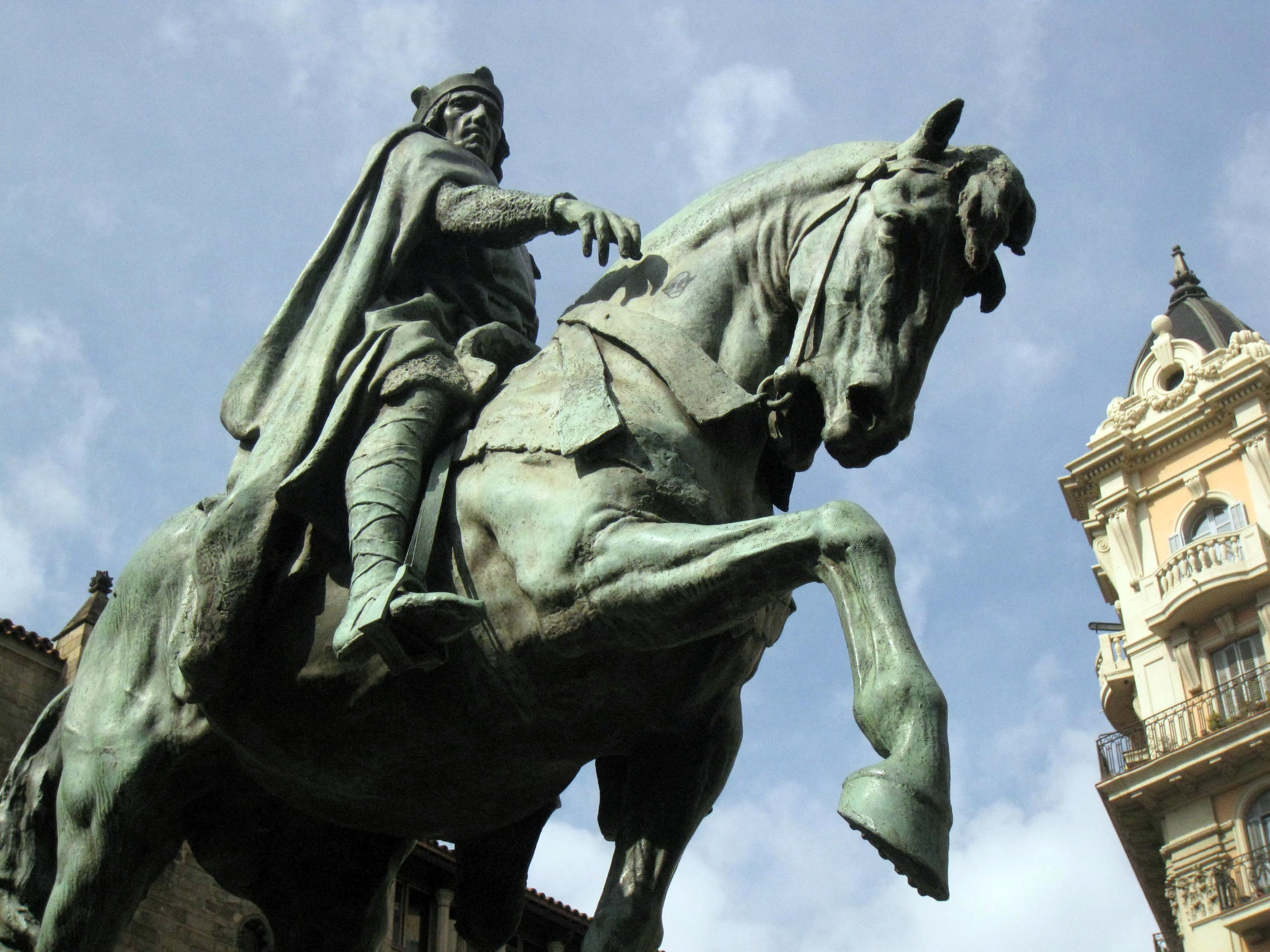
Statue de Raimond-Bérenger III de Barcelone

En 1178, Raymond V obtient Mornas et Mondragon en augment de fief lorsqu'il rend hommage à l'archevêque d'Arles, Raimon de Bollène, pour la terre d'Argence. Mais dans le même temps, le comte toulousain perd toute autorité sur le comté d'Orange. Le 30 juillet 1178, l'empereur Frédéric Ier Barberousse est couronné roi d'Arles par Raimon de Bollène. Bertrand Ier des Baux, qui a épousé en 1173 Thiburge II, héritière du comté d'Orange, reçoit de l'empereur le droit de se qualifier prince d'Orange, d'en prendre les armes, d'user de ses prérogatives et de porter la couronne et tous les insignes de la souveraineté, dont le droit de porter une couronne fermée. Bertrand des Baux devient vassal direct de Frédéric Ier Barberousse et dispose de droits régaliens.
En 1181, le comte de Provence Raimond-Bérenger III est assassiné près de Montpellier par des hommes de main d'Adhémar de Murviel. Raimond-Bérenger III étant sans héritier, Alphonse II cède ses domaines, les comtés de Provence et de Roussillon, à leur frère cadet, le comte de Cerdagne Sanche. Mais en 1185, Alphonse II décide de le destituer, considérant qu'il a signé un traité de paix illégal avec le comte de Toulouse Raymond V et avec les Génois, et Sanche doit se replier sur le Roussillon et la Cerdagne.

## Fin des hostilités dans le Midi (1189-1196)

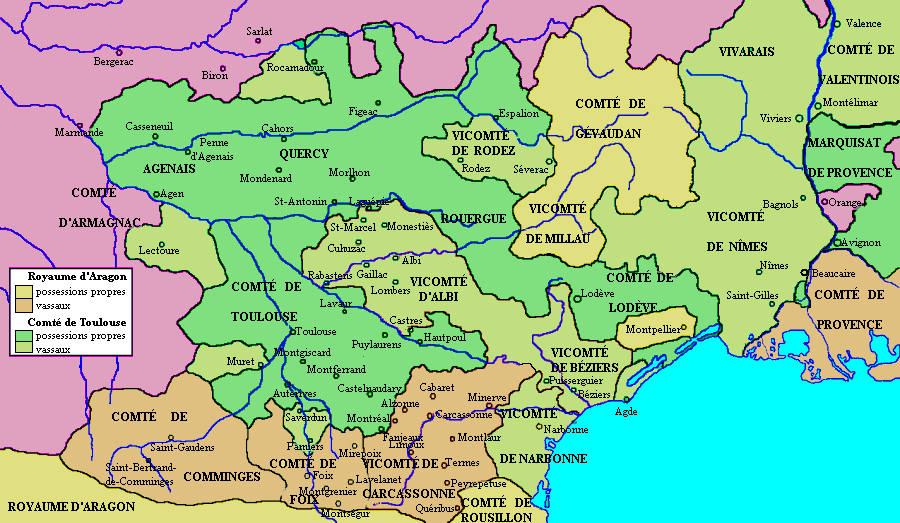
Carte de l'Occitanie en 1209, à la veille de la Croisade des albigeois.

Raymond V de Toulouse conforte son pouvoir en Provence : en 1189, il donne le Diois en fief à Aymar II de Poitiers, qui le réunit au comté de Valentinois. La même année, Henri II meurt et son fils, Richard Cœur de Lion, lui succède.
L'évêque de Béziers Gaufred et le vicomte de Marseille Barral s'entremettent pour amener la paix entre Raymond V et Alphonse II. Le 26 janvier 1190, Raymond V et Alphonse II concluent une paix ferme par un nouveau traité sur l'île de Jarnègues. La même année, l'archevêque d'Arles, Pierre Isnart, entouré de ses suffragants, convoque une grande assemblée mixte en faveur de la paix, avec le soutien de Raymond V et d'Alphonse II, ainsi que des principaux aristocrates provençaux, parmi lesquels le comte Guillaume II de Forcalquier et le vicomte Barral de Marseille. L'année suivante, le comte toulousain fait la paix avec Roger II Trencavel. Raymond V confirme avec l'évêque d'Albi Guillaume Pierre une convention générale de paix.
Pendant ce temps, Richard Cœur de Lion est parti en croisade en Terre Sainte. En 1192, alors sur le chemin de l'Angleterre, il est capturé par le duc d'Autriche Léopold V. À son retour, les relations entre le comte de Toulouse et le roi d'Angleterre se pacifient complètement : en 1196, le nouveau comte, Raymond VI, épouse la sœur de Richard Cœur de Lion, Jeanne.

## Chronologie de la Grande guerre méridionale
- 1094 : Guillaume IX d'Aquitaine épouse Philippa, fille du comte de Toulouse
- 1098 : Première prise de Toulouse par Guillaume IX d'Aquitaine (jusqu'en 1101)
- 1113 : Seconde prise de Toulouse par Guillaume IX d'Aquitaine (jusqu'en 1119)
- 1123 : Début de la guerre entre Alphonse Jourdain de Toulouse et Raimond-Bérenger III de Barcelone en Provence
- 16 septembre 1125 : Partage du comté de Provence et fin de la guerre entre Toulouse et Barcelone
- 25 juillet 1137 : Mariage entre Louis VII le Jeune et Aliénor d'Aquitaine
- 1141 : Échec du siège de Toulouse par Louis VII
- 1143 : Victoire de Roger Ier de Carcassonne face à Alphonse Jourdain de Toulouse. Narbonne et Montpellier restent indépendants du comté de Toulouse
- 21 mars 1152 : Divorce de Louis VII le Jeune et d'Aliénor d'Aquitaine
- 18 mai 1152 : Mariage entre Henri Plantagenêt (futur Henri II d'Angleterre) et Aliénor d'Aquitaine
- 1155 : Deuxième Guerre baussenque, défaite et soumission de Hugues II des Baux, soutenu par Toulouse, devant Raimond-Bérenger II de Provence, soutenu par Barcelone
- 1159 : Échec du siège de Toulouse par Henri II d'Angleterre
- 1166 : Victoire d'Alphonse II d'Aragon et de Barcelone face à Raymond V de Toulouse en Provence
- 1173 : Échec de la révolte de Richard Cœur de Lion, duc d'Aquitaine contre son père Henri II d'Angleterre
- 26 janvier 1190 : Traité de paix entre Raymond V de Toulouse et Alphonse II d'Aragon
- octobre 1196 : Mariage entre Raymond VI de Toulouse et Jeanne d'Angleterre